# Карла Годінес
Карла Лорена Годінес Гонсалес (англ. Karla Lorena Godinez Gonzalez; нар. 29 червня 1998, Агуаскальєнтес, Мексика) — канадська борчиня вільного стилю, бронзова призерка чемпіонату світу, Панамериканська чемпіонка.

## Життєпис
Ана Годінес Гонсалес народилася в Мексиці, але коли їй було всього сім років, її родина змушена була виїхати з Мексики через погрози викрадення її родині з боку наркокартелю. Щоб не викликати тривоги, батько сказав їм пакувати свої речі, ніби вони їдуть у відпустку до Діснейленду. Після кількох днів їзди вони прибули до Ванкувера,  і батько повідомив, що вони не повернуться додому. Після отримання канадського громадянство у 2019 році вона змогла представити Канаду на чемпіонаті світу з боротьби серед молоді того ж року, де увійшла до п'ятірки. Через три роки вона змогла виграти Панамериканський чемпіонат серед дорослих у країні свого народження в Акапулько і стати бронзовою медалісткою чемпіонату світу 2022 в Белграді.
Разом з нею до збірної Канади з боротьби входить її молодша сестра Ана, що виступає у ваговій категорії до 62 кг. Ана є Панамериканською чемпіонкою та срібною призеркою Ігор Співдружності.
Ще одна старша сестра Лупіта є майстринею змішаних єдиноборств, яка змагається в Абсолютному бійцівському чемпіонаті (UFC).

## Спортивні результати на міжнародних змаганнях

### Виступи на Чемпіонатах світу
| Змагання                        | Збірна | Вагова категорія          | Місце  |
| ------------------------------- | ------ | ------------------------- | ------ |
| Чемпіонат світу з боротьби 2022 | Канада | жіноча боротьба, до 55 кг | Бронза |
| Чемпіонат світу з боротьби 2023 | Канада | жіноча боротьба, до 55 кг | 5      |
| Чемпіонат світу з боротьби 2024 | Канада | жіноча боротьба, до 55 кг | 10     |

### Виступи на Панамериканських чемпіонатах
| Змагання                                   | Збірна | Вагова категорія          | Місце  |
| ------------------------------------------ | ------ | ------------------------- | ------ |
| Панамериканський чемпіонат з боротьби 2022 | Канада | жіноча боротьба, до 55 кг | Золото |

### Виступи на Кубках світу
| Змагання                    | Збірна | Вагова категорія | Місце |
| --------------------------- | ------ | ---------------- | ----- |
| Кубок світу з боротьби 2022 | Канада | команда          | 5     |

### Виступи на інших змаганнях
| Змагання                                                        | Збірна | Вагова категорія          | Місце  |
| --------------------------------------------------------------- | ------ | ------------------------- | ------ |
| Кубок Канади з боротьби 2019                                    | Канада | жіноча боротьба, до 57 кг | 4      |
| Турнір міста Сассарі з боротьби 2021                            | Канада | жіноча боротьба, до 57 кг | Срібло |
| Турнір Яшара Догу 2021                                          | Канада | жіноча боротьба, до 53 кг | Срібло |
| Гран-прі Іспанії з боротьби 2022                                | Канада | жіноча боротьба, до 53 кг | Срібло |
| Турнір Зухає Сгає 2022                                          | Канада | жіноча боротьба, до 53 кг | Срібло |
| Гран-прі Франції Анрі Деглана 2023                              | Канада | жіноча боротьба, до 53 кг | Срібло |
| Відкритий чемпіонат Загреба з боротьби 2023                     | Канада | жіноча боротьба, до 53 кг | 5      |
| Турнір К. У. Кожомкула і Р. Санатбаєва 2023                     | Канада | жіноча боротьба, до 55 кг | Срібло |
| Меморіал Імре Поляка та Яноша Варги 2023                        | Канада | жіноча боротьба, до 55 кг | Срібло |
| Відкритий чемпіонат Польщі з боротьби 2023                      | Канада | жіноча боротьба, до 55 кг | Золото |
| Міжнародний меморіал Білла Фаррелла 2023                        | Канада | жіноча боротьба, до 53 кг | Золото |
| Відкритий чемпіонат Загреба з боротьби 2024                     | Канада | жіноча боротьба, до 53 кг | 11     |
| Олімпійський кваліфікаційний турнір з боротьби 2024 (Акапулько) | Канада | жіноча боротьба, до 53 кг | 9      |
| Олімпійський кваліфікаційний турнір з боротьби 2024 (Стамбул)   | Канада | жіноча боротьба, до 53 кг | 14     |
| Гран-прі Іспанії з боротьби 2024                                | Канада | жіноча боротьба, до 53 кг | Золото |
| Klippan Lady Open 2025                                          | Канада | жіноча боротьба, до 55 кг | Золото |
| Турнір Мухамета Мало 2025                                       | Канада | жіноча боротьба, до 55 кг | 5      |

### Виступи на змаганнях молодших вікових груп
| Змагання                                     | Збірна | Вагова категорія          | Місце |
| -------------------------------------------- | ------ | ------------------------- | ----- |
| Чемпіонат світу з боротьби серед молоді 2019 | Канада | жіноча боротьба, до 55 кг | 5     |